# Højderyg
En højderyg, bjergryg, bakkekam eller bjergkam er en geologisk landskabsform bestående af en kæde af bjerge eller bakker, som udgør en sammenhængende højtliggende kam, over en vis afstand. Højderygge bliver typisk kaldt bakker eller bjerge, afhængig af størrelsen.
En højderyg kan være en del af et vandskel.